# Flyff
Fly For Fun (Flyff) is een gratis MMORPG gemaakt door Aeonsoft.
De wereldwijde versie wordt uitgegeven door gPotato, een dochterbedrijf van Gala-net. Het spel wordt door andere bedrijven uitgegeven in Korea, Japan, China, Thailand en de Filipijnen.
In juni 2004 ontving Flyff een prijs van het ministerie van cultuur van Zuid-Korea. Op 2 dec 2010 is versie 16 van start gegaan.

## Het begin
Als een beginnende speler start men met een niveau 1 (Klasse vagrant) account op het eiland Flaris, waar men tot level 25 meestal zal zijn. In het begin moeten zwakkere monsters verslagen worden en zo zal men ervaring opdoen. Als die ervaring voldoende is dan gaat men een niveau omhoog en is het mogelijk betere wapens en bescherming te gebruiken. Als vagrant leert men 3 skills om mee te vechten, hoewel veel spelers ervoor kiezen om deze niet te gebruiken.

## Klassen (jobs)

### De eerste Klasse in het kort
Wanneer het personage level 15 heeft bereikt moet van klasse veranderd worden omdat als vagrant op niveau 15 geen ervaring meer opgedaan wordt. Er zijn vier verschillende klassen met hun eigen specialiteit: mercenary (specialiteit: snelle aanvallen van dichtbij met een bijl of zwaard), magician (specialiteit: kan krachtige elementaire spreuken gebruiken), assist (Specialiteit: Zichzelf en anderen genezen en sterker maken door buffs te gebruiken. Gebruikt een stok voor buffs en een knuckle om te vechten) of een acrobat (specialiteit: Vechten op afstand met bow en arrows of een jojo).

### Jobs
- Vagrant (level 1-15)

- Mercenary (level 15-60)
  - Blade (level 60-120)
    - Master Blade (level 60 Master-120 Master)
      - Hero Blade (Level 121-130)
        - Slayer (level 130-155)

  - Knight (level 60-120)
    - Master Knight (level 60 Master-120 Master)
      - Hero Knight (level 121-130)
        - Templar (level 130-155)

- Assist (level 15-60)
  - Ringmaster (level 60-120)
    - Master Ringmaster (level 60 Master-120 Master)
      - Hero Ringmaster (level 121-130)
        - Seraph (level 130-155)

  - Billposter (level 60-120)
    - Master Billposter (level 60 Master-120 Master)
      - Hero Billposter (level 121-130
        - Force Master (level 130-155)

- Acrobat (level 15-60)
  - Jester (level 60-120)
    - Master Jester (level 60 Master-120 Master)
      - Hero Jester (level 121-130)
        - Harlequin (level 130-155)

  - Ranger (level 60-120)
    - Master Ranger (level 60 Master-120 Master)
      - Hero Ranger (level 121-130)
        - CrackShooter (level 130-155)

- Magician (level 15-60)
  - Psykeeper (level 60-120)
    - Master Psykeeper (level 60 Master-120 Master)
      - Hero Psykeeper (level 121-130
        - Mentalist (level 130-155)

  - Elementer (level 60-120)
    - Master Elementer (level 60 Master-120 Master)
      - Hero Elementer (level 121-130)
        - Arcanist (level 130-155)

- Assist - Assists zijn meesters in het Buffen, Healen en vechten, Ze kunnen op andere karakters spreuken uitvoeren die ze voor een korte tijd meer kracht geeft. Een Assist die gespecialiseerd is in het helpen van anderen zal niet meevechten met zijn partner. In plaats daarvan support hij zijn partner door te Healen en te Buffen. Een Assist kan er ook voor kiezen om te vechten. Ze gebruiken een grote stalen/houten Knuckle (een soort boxhandschoen) om zo hun tegenstanders te doden. Ze zijn niet snel maar wel krachtig, en hebben enorme bergen HP. Later krijgt een vechtende assist ook een vaardigheid dat hij/zij meerdere monsters tegelijk aanvalt door een stoot in de grond te geven (Burst Crack), dit heet een AoE, of Area of Effect-spell. Assists zijn de eerste class die een AoE kunnen gebruiken. Een Assist kan op level 60 kiezen voor een RingMaster (Full Support assist) of een Billposter (Vechtende assist)

- Acrobat - Acrobats vallen van een afstand aan. Ze gebruiken een Boog of een Yo-Yo. Een Yo-Yo is, zoals zijn naam impliceert, een wapen met twee grote schijven die in de hand wordt gehouden om ze daarna te gooien naar de vijand. De Yo-Yo heeft een effect van een Frisbee/Yo-Yo omdat hij steeds weer terugkomt. Yoyo Acrobats, of yocros genoemd, hebben veel skills die de vijand immobiliseren, zoals ze aan de grond nagelen of langzamer maken. Een Acrobat met een boog is heel snel en accuraat. Bowjesters specialiseren zich in het zo snel mogelijk afvuren van pijlen om de vijand op een afstand te houden. Op level 50 leert de Acro een AoE skill genaamd Arrow Rain. Een Acrobat kan op level 60 kiezen tussen een Ranger (met boog) Of een Jester (Met Yo-Yo), hoewel er nog een (onofficiële) class bestaat genaamd de Bow Jester. Deze Jestervariant gebruikt de pijl-en-boog om zeer veel crits te maken en snel aan te vallen.

- Magician - Magicians zijn de meesters van magie, die een staff of een wand gebruiken (de kracht van de wand is afhankelijk van het type en de INT en is iets trager) (behalve de skills), wel kan een Magician een schild dragen. De staff kan sneller spreuken oproepen, maar de kracht is afhankelijk van het type en de STR (behalve skills) en is Two Handed en kan dus geen schild dragen. De Magician heeft een grote variatie in zijn skills, zoals de vijand voor een moment aan de grond nagelen en teleporteren op korte afstand. Het gebruik van elementen is toch wel het belangrijkst en komt veel terug tijdens de reis als Magician. Magicians kiezen het element uit waar hun vijand zwak tegen is en maken zo in korte tijd hun vijand af. Omdat Magicians alleen spreuken gebruiken voegen ze alleen INT en STA toe.Op level 60 wordt een magician Elementer of Psykeeper.

### Tweede klassen (2nd Jobs)
Als de speler level 60 haalt, moet hij uit 2 nieuwe jobs kiezen.

#### Mercenary
- Blade - Een Blade focust zich op STR en DEX. Ook heeft een blade AoE aanvallen. Ze geven de verdediging op, maar krijgen daar enorm sterke aanvallen voor terug. Een blade kan 2 zwaarden of 2 bijlen dragen, om hun aanval te verdubbelen. Ook kunnen ze één zwaard en één bijl dragen. Een blade's vaardigheid is zijn aanvalskracht en snelheid beter maken, maar ook de vijand voor een korte tijd aan de grond nagelen.

- Knight - Een knight heeft de vaardigheid sterke wapens te dragen. Hun enorme (two-handed) bijlen en zwaarden geven ze sterke aanvallen. Bovendien gebruiken ze AoE-skills (Area of Effect) en een Pain Reflection skill, zodat de schade die ze krijgen ook aan de vijand wordt toegedient. De skill Guard maakt hun verdediging sterker, maar gaat ten koste van de aanval. Ook hebben knights gemiddeld veel meer HP dan alle andere klassen. Ze worden daarom ook wel de Tanks van Flyff genoemd.

#### Assist
- Billposter - Een Billposter richt zich meer op de aanval dan op de buffs van een assist. Ze trainen hun aanval en snelheid en leren vooral vecht vaardigheden. De meeste Billposters zijn AOE en worden op niveau 100 1v1 billposter. Een billposter's vaardigheid is bijvoorbeeld Asmodeus, om hun aanvalskracht te verhogen. Billposters hebben de sterkste vaardigheid in FlyFF: Asalraalaikum. Deze vaardigheid kan iemand in één klap uitschakelen. Het gaat wel ten koste van de MP.

- Ringmaster - Ringmasters leren vooral veel buffs en herstel skills. Daar voor hebben ze veel MP nodig. Zelf kunnen Ringmasters ook vechten met een skill die ze op lvl 80 leren, maar er is meer vraag naar ringmasters die bijvoorbeeld blades of knights helpen met vechten door hun sterke buffs te gebruiken. Een volledig getrainde Ringmaster kan heel veel verschillende buffs. Een ringmaster's skill is bijvoorbeeld Spirit Fortune, om de aanvals kracht van vrienden in een party te verhogen of Gvur Tialla om de status te herstellen. Ringmasters kunnen vanaf level 80 een AoE skill genaamd Merkaba Hanzelrusha . De meeste Ringmasters restatten (herverdeling van de stats) en gaan voor een AoE build.

#### Acrobat
- Jester - Een jester valt aan van een afstand. Jesters zijn meesters van yo-yo's, en gebruiken die met zwarte magie om bloed af te nemen van de vijand en het toe te voegen aan zichzelf. Ze intimideren de vijanden door hun organen aan te vallen en injecteren gifstoffen in de vijand. Ze ontvangen 4x zoveel critical hit rate dan andere klassen, waardoor Jesters dus met een relatief lage hoeveelheid DEX toch een erg hoge critical rate kunnen bereiken.

- Ranger - Een ranger gebruikt pijl-en-boog om aan te vallen, ook van op afstand. De Rangers zijn de Meesters van de AoE attacks. Ze hebben in totaal 4 AoE Skills, die, wanneer in de juiste volgorde gebruikt, erg veel DoT (Damage over Time) toedienen. Hun builds bestaan vooral uit DEX en STA waardoor hun block-rate heel hoog ligt. De hoeveelheid monsters die ze tegelijk aankunnen is dan ook enorm, en neemt alleen maar toe naarmate ze hogere levels bereiken. Ze gebruiken natuurlijke elementen in hun aanvallen, zoals vuur-pijlen om de vijand harder te raken, ijs-pijlen om de vijand langzamer te maken, en zelfs gif-pijlen om de vijand te vergiftigen.

#### Magician
- Psykeeper - Een psykeeper heeft toegang tot verboden kunsten die de vijand van binnenuit kunnen vernietigen. Ze kunnen hun gedachten gebruiken met hun spreuken (bijvoorbeeld Crucio) om de pijn te delen met vijanden. Psykeepers aanvallen zijn bijvoorbeeld Crucio om schade terug te kaatsen, Satanology om vijanden aan de grond te nagelen, en een aantal zeer sterke spreuken. Al hun spreuken moeten worden opgeroepen met een wand, en zijn zonder element, in tegenstelling tot de Magician en de Elementer. Ze zweven in plaats van te lopen.

- monster zwak tegen is. Elementers hebben wel weinig HP maar hun efficiënte manier van Elementen gebruiken zorgt ervoor dat ze een zeer goede AoE class zijn.

Een overzicht:
- Blade → Slayer
- Knight → Templar
- Billposter → Force Master
- Ringmaster → Seraph
- Jester → Harlequin
- Ranger → Crackshooter
- Psykeeper → Mentalist
- Elementer → Arcanist

## Skills
Vanaf dat een klasse gekozen is krijgt men per klasse verschillende vaardigheden verdeeld over verschillende niveaus. De klasse mercenary en acrobat vechten vooral maar hebben ook enkele vaardigheden om de eigen aanvallen te versterken. Assists kunnen vrijwel al hun vaardigheden op zichzelf en anderen gebruiken, bovendien hebben ze 3 vecht vaardigheden. Magicians krijgen erg sterke toverspreuken verdeeld over 5 elementen (elektriciteit → water → vuur → wind → aarde →... ).
| Soort skills                          | Vereist                       | Klassen                     |
| ------------------------------------- | ----------------------------- | --------------------------- |
| Spreuken                              | Magic Points                  | Magician                    |
| Buffs                                 | Magic Points (Fatigue Points) | Assist (mercenary /Acrobat) |
| Resurrection - Doden tot leven wekken | Magic Points                  | Assist                      |
| Vechtskills                           | Fatigue Points                | mercenary /Acrobat (Assist) |

Voordat een vaardigheid gebruikt of verbeterd kan worden zijn er 3 vereisten:
- Een bepaald niveau moet bereikt zijn.
- (Eventueel) moeten de vaardigheden die nodig zijn minimaal het benodigde niveau bereikt hebben.
- Er moet minimaal 1 ervaringspunt aan toegevoegd zijn.

Bijvoorbeeld: als een assist de vaardigheid Stonehand wil uitvoeren worden volgende vereisten gesteld:
- Minimaal niveau 25
- De vaardigheid Straight Punch op niveau 4 is nodig.
- Stonehand moet 2 ervaringspunten hebben

## Stats

### Statusbalk
Op de statusbalk is de volgende informatie over het karakter te vinden:
- Hit Points (HP) - De HP bar laat de hoeveelheid HP op dit moment, en de totale hoeveelheid zien. Wanneer dit 0 wordt is het personage dood. Er moet dan naar de dichtstbijzijnde stad (Lodestar) of de plek waar men was terugkeren (Dit vereist een speciaal item dat alleen in de cashshop te koop is). Een assist kan ook herrezen worden (Ress), dan hoeft niet naar de stad (Lodestar) teruggekeerd te worden maar dan gaat wel EXP (experience) verloren. De eerste twee opties kosten 6% ervaring. Voedsel kan verloren Hit Points herstellen. Dit gebeurt vanzelf ook maar dat gaat langzamer.
- Magic Points (MP) - De MP balk laat de hoeveelheid MP op dit moment en de totale hoeveelheid zien. (Refreshers herstellen de MP)
- Fighting Points (FP) - De FP balk laat de hoeveelheid FP op dit moment en de totale hoeveelheid zien. (Vitaldrinks herstellen de FP)
- Experience (EXP) - De Exp balk laat de hoeveelheid ervaring zien in procenten. Wanneer de Exp 100% is zal het niveau met stijgen.

Door op de statusbalk te klikken kunnen de instellingen ervan gewijzigd worden naar:
1. Alleen nummers (bijvoorbeeld: 1000/1000 en EXP 0,00%).
2. Leeg (alleen gekleurde balken).
3. Procenten en totale punten (bijvoorbeeld: 100% 100p en EXP 0,00%).

### Level up
Wanneer het karakter een level omhoog gaat worden er 2 stats points gegeven om de stats van het karakter te verbeteren. Deze hoeven niet direct te worden toegevoegd aan de status maar het niet direct toevoegen heeft geen enkel voordeel, tenzij bedenktijd nodig is.
- STR - Strength is de hoofdfactor om meer schade aan te brengen, door elk wapen behalve een wand (magician) of bow (acrobat). Strength verlengt ook de tijdsduur van enkele mercenary en knight buffs.
- STA - Stamina zorgt voor meer Health Points, Fighting Points, betere verdediging en het sneller bijvullen van Health Points en Fighting Points. STA is de enige stat die handig is voor elke klasse, behalve voor Bowjesters. STA is zeer belangrijk voor knights.
- DEX - Dexterity vergroot de aanvalssnelheid, zorgt dat een wapen vaker raakt, zorgt dat een aanval vaker wordt gestopt en de kracht van bogen wordt verhoogd. Voor elke 10 Dexterity punten, krijgt een jester er 4% critical rate (de kans dat er meer schade afgaat bij een aanval) bij en de andere klassen 1%.
- INT - Intelligence zorgt voor meer Magic Points, voor sterkere spreuken (magician) en voor langer durende buffs van assists en ringmasters, het verhoogt ook bij assists, ringmasters en billposters de skill duur. Intelligence verhoogt de aanvallende en verdedigende kracht van spreuken.

### Skillpoints
Behalve de 2 stats points, krijgt men ook ervaringspunten. Deze zijn nodig om een ervaring beter te maken. Ervaringspunten worden afhankelijk van het niveau gegeven:
| Level   | Sk.Pr.per niveau |
| ------- | ---------------- |
| 1-20    | 2                |
| 21-40   | 3                |
| 41-60   | 4                |
| 61-80   | 5                |
| 81-100  | 6                |
| 101-120 | 7                |

De hoeveelheid skill points die nodig zijn om een ervaring 1 niveau te verbeteren :
| Soort ervaringen | niveau | Ervaringspunten nodig |
| ---------------- | ------ | --------------------- |
| Vagrant skills   | 1-15   | 1                     |
| 1st class skills | 15-60  | 2                     |
| 2nd class skills | 60-120 | 3                     |

Bij het aannemen van een klasse krijgt men ook bonus ervaringspunten, afhankelijk van welke klasse gekozen wordt:
- Mercenary - 40
  - Blade - 80
  - Knight - 120

- Assist - 60
  - Ringmaster - 100
  - Billposter - 120

- Acrobat - 50
  - Jester - 100
  - Ranger - 100

- Magician - 90
  - Psykeeper - 90
  - Elementer - 300

## Quests
Er kunnen extra quests verkregen worden door met een non playing character te praten die een uitroepteken boven zijn hoofd heeft. Meestal houden deze quests in voorwerpen te verzamelen die verkregen kunnen worden door monsters te doden maar er zijn ook quests met een vervolgverhaal. Door quests te halen kun men voorwerpen, geld en experience (ervaring) verdienen. Nieuwe quests kunnen beschikbaar komen wanneer het karakter een hoger niveau heeft bereikt maar daardoor kunnen ook quests vervallen.

## Vliegen
Wanneer de spelers in dit spel level 20 bereiken kan men een broom (bezem) of een board (vliegend snowboard die verschillen in snelheid) kopen en zo vliegen; dit vliegen wordt door de ontwikkelaars als een van de belangrijkste functies aangegeven. Er kan in de lucht gevochten worden met lucht-monsters, dit geeft de flying experience waardoor een hoger flying-level verkregen kan worden, wat ervoor zorgt dat sneller op een broom of board gestapt kan worden maar het vliegen gaat er niet sneller door.

## Luchtgevechten
Met de tab-toets en Z wordt een doel (monster) gevolgd. Met de insert-knop of de linkermuisknop kan het doel geslagen worden.

## PvP

### Duelleren
In de duel arena onder Saincity op het eiland Saintmorning is het mogelijk om met andere spelers die niet meer dan 30 niveaus hoger of lager zijn te duelleren. Na het winnen krijgt men een aantal duel points die afhankelijk zijn van het niveau van de tegenstander. Hetzelfde geldt voor wanneer een duel verloren wordt, daarbij gaan ook punten verloren. Vagrants kunnen niet duelleren.
| Duel points | Mercenary | Assist            | Acrobat    | Magician   |
| ----------- | --------- | ----------------- | ---------- | ---------- |
| 10          | Trainer   | Protector         | Rogue      | Apprentice |
| 100         | Fighter   | Guardian          | Outlaw     | Mage       |
| 1.000       | Gladiator | Knight            | Vigilante  | War mage   |
| 4.000       | Berserker | Paladin           | Pathfinder | Grand mage |
| 10.000      | Wardancer | Crusader          | Pursuer    | Arch Mage  |
| 20.000      | Blaster   | Crusader (Bugged) | Hejerdor   | Sorcerer   |
| 50.000      | Eraser    | Chaplain          | Phoenix    | Warlock    |
| 1.000.000   | Champion  | Luminary          | Splitter   | Sage       |
| 5.000.000   | Warrior   | Prophat           | Valcan     | ArchSage   |
| 10.000.000  | Bearcat   | Oracle            | Lamla      | Elder      |

### PK
Tot en met versie 7 zat er in elke wereld één PK server.
Nu is deze vervangen door een Arena, alleen de Demian server is een PK server.
op deze server kunnen de spelers vanaf level 20* op sommige plaatsen tegen iedereen vechten. In de steden is een Guardian Master. bij hem kan een beloning uitgeloofd worden voor de persoon die het karakter laatst vermoord heeft. Wanneer de persoon met de beloning op zijn naam dan door iemand wordt verslagen krijgt de overwinnaar de die uitgeloofde beloning.